# (54288) Daikikawasaki
(54288) Daikikawasaki est un astéroïde de la ceinture principale.

## Description
(54288) Daikikawasaki est un astéroïde de la ceinture principale. Il fut découvert le 4 mai 2000 à Nanyo par Tomimaru Okuni. Il présente une orbite caractérisée par un demi-grand axe de 2,62 UA, une excentricité de 0,19 et une inclinaison de 11,9° par rapport à l'écliptique.

## Compléments